# Hellbilly Deluxe 2
Hellbilly Deluxe 2 (pełny tytuł: Hellbilly Deluxe 2: Noble Jackals, Penny Dreadfuls and the Systematic Dehumanization of Cool) – czwarty solowy album studyjny amerykańskiego muzyka i frontmana zespołu White Zombie – Roba Zombie. Standardowa edycja została wydana 2 lutego 2010, a wydanie rozszerzone – 28 września tego samego roku. Album jest kontynuacją pierwszego solowego albumu artysty Hellbilly Deluxe.

## Lista utworów
1. "Jesus Frankenstein" – 5:21
2. "Sick Bubblegum" – 3:44
3. "What?" – 2:47
4. "Mars Needs Women" – 4:58
5. "Werewolf, Baby!" – 3:59
6. "Virgin Witch" – 3:39
7. "Death and Destiny Inside the Dream Factory" – 2:19
8. "Burn" – 3:04
9. "Cease to Exist" – 3:39
10. "Werewolf Women of the SS" – 3:01
11. "The Man Who Laughs" – 9:44

Bonusowe utwory na iTunes
1. "What?" (The Naughty Cheerleader Mix) – 2:54
2. "Jesus Frankenstein" (Halfway to Hell and Loving It Mix) – 6:18
3. "Sick Bubblegum" (Men or Monsters... or Both? Mix) – 5:11
4. "Werewolf, Baby!" (Las Noches del Hombre Lobo Remix) – 3:53

Wydanie rozszerzone
CD
1. "Devil’s Hole Girls and the Big Revolution" – 4:07
2. "Jesus Frankenstein" – 5:19
3. "Sick Bubblegum" – 3:42
4. "What? – 2:46
5. "Theme for an Angry Red Planet" (oryginalne intro "Mars Needs Women") – 1:32
6. "Mars Needs Women" (utwór skrócony, bez oryginalnego intra) – 3:24
7. "Werewolf, Baby!" – 3:57
8. "Everything is Boring" (bonusowy utwór) – 3:32
9. "Virgin Witch" – 3:37
10. "Death and Destiny Inside the Dream Factory" – 2:16
11. "Burn" – 2:57
12. "Cease to Exist" – 3:36
13. "Werewolf Women of the SS" – 2:59
14. "Michael" (bonusowy utwór) – 3:27
15. "The Man Who Laughs" (nowa wersja) – 7:26

DVD
1. "Mars Needs Women" – 3:45
2. "School's Out" (cover Alice Coopera) – 4:36
3. "Transylvanian Transmissions" – 26:16